# Waterstoniella solomonensis
Waterstoniella solomonensis är en stekelart som beskrevs av Wiebes 1980. Waterstoniella solomonensis ingår i släktet Waterstoniella och familjen fikonsteklar. Inga underarter finns listade i Catalogue of Life.